# Tunel Frøya
Tunel Frøya (Frøyatunnelen) – podmorski tunel drogowy łączący gminy Frøya oraz Hitra w Norwegii, w regionie Sør-Trøndelag w ciągu Drogi Krajowej 714 (Riksvei 714). Tunel ma długość 5305 m i schodzi na głębokość 150 metrów pod poziomem morza.